# بغلة الروضة
بغلة الروضة وتسمى كذلك بغلة القبور(بالأمازيغية تاكمارت نيسمضال أو تسردونت ن إسمضال)، من أكثر شخصيات الجن شعبية في التراث الشعبي المغربي و الجزائري. وهي عبارة عن امرأة نصفها إنسان والنصف الآخر بغلة ويقال أنها كل امرأة يتوفى زوجها ولا تلبس الأبيض. ولكن هذه خرافة وليس هذا المغزى الحقيقي للبس الأبيض وهي مختلفة عن عيشة قنديشة. يحكى أنها تظهر في المقابر لقتل كل الأشخاص المتسللين الذي يقومون بنبش القبور. وهي الزوجة السابقة لأيوب صادق.